# Knud Enemark Jensen
Knud Enemark Jensen (Aarhus, 30 november 1936 - Rome, 26 augustus 1960) was een Deense wielrenner.
Hij werd als amateur in 1960 geselecteerd voor de Olympische Spelen van dat jaar in Rome. Daar nam hij met het Deense team deel aan de ploegentijdrit op de weg op 26 augustus, die onder een zware hitte werd verreden. In de derde ronde werd hij onwel en viel hij van zijn fiets ten gevolge van een zonnesteek. Hij droeg geen valhelm en liep daarbij een schedelfractuur op. Hij werd buiten bewustzijn naar het ziekenhuis gevoerd waar hij kort daarna overleed. De Deense wegrenners trokken zich nadien terug en namen niet deel aan de individuele Olympische wegwedstrijd. Knut Enemark Jensen werd op 1 september 1960 begraven in zijn geboortestad Aarhus.
De eerste postmortemberichten vermeldden dat hij amfetamines zou hebben genomen en Roniacol (nicotinylalcoholtartraat), een vasodilatator. Een Deense trainer gaf toe dat hij de renners vóór de wedstrijd een middel had gegeven om de bloedsomloop te stimuleren, maar hij trok die bewering later weer in. Een vasodilatator werkt bloeddrukverlagend, wat in combinatie met de extreme hitte (temperaturen van rond de 40°C) en onvoldoende vochtinname, een factor kan geweest zijn in de tragische afloop. In het eindrapport van de dokters die de autopsie uitvoerden was van doping geen sprake; ze noemden de zonnesteek als doodsoorzaak. In 1960 was er overigens nog geen dopingreglement. Toch was Jensens dood een van de redenen waarom het Internationaal Olympisch Comité een medische commissie oprichtte en in 1967 besloot om dopingtests te gaan uitvoeren.